# Бернштейн, Михаил Александрович
Михаил Александрович Бернште́йн (1911—1984) — советский геолог-нефтяник, преподаватель, лауреат Сталинской премии второй степени 1947 года.

## Биография
Родился 15 (28 ноября) 1911 года в поселке Рамана (ныне Азербайджан). В 1917 году семья переехала в Баку. Окончил школу (1925), землеустроительный техникум имени Агамали Оглы (1928), АзНИ (1933).
В 1929—1931 землемер Наркомзема АзССР, в 1931—1938 годах инженер, старший инженер, мастер по добыче нефти управления «Азнефть» треста «Сталиннефть» (1931—1938). Одновременно в 1934—1938 годах преподаватель АзНИ.
23 марта 1938 года арестован. Обвинение — вредительство: взрыв турбокомпрессорной станции и газовой установки на буровой, задержка строительства газопровода. В 1939 году приговорен к 10 годам ИТЛ.
В 1939—1942 годах отбывал срок в Ветлаге НКВД (начальник управления «Верхижемстроя» Коми АССР). Руководил созданием первого в СССР Крутянского газового промысла и проектированием сажевых заводов.
В 1942 году условно-досрочно освобожден из лагеря.
В 1943—1960 начальник отдела, зам. главного инженера, зам. начальника Ухтинского комбината. В 1954 году полностью реабилитирован.
В 1960—1965 начальник Ухтинского отдела ВНИИГАЗ. В 1965—1970 зам. начальника, с 1970 начальник отдела Главного геологического управления Миннефтепрома СССР.
С 1977 года зав. сектором Проблемной научно-исследовательской лаборатории комплексного развития нефтяной и газовой промышленности МИНХиГП имени И. М. Губкина.
Доктор технических наук (1980). Тема докторской диссертации — «Комплекс теоретических, технологических и технических работ по разработке месторождений аномальных по вязкости и углеводородному составу нефтей».

## Награды и премии
- Почётный нефтяник СССР
- Сталинская премия второй степени (1947) — за открытие и промышленное освоение газовых месторождений Верхней Ижмы